# Afaloicai (Uatucarbau)
Afaloicai (Afloicai, Afaloikai, Afaloi-kai) ist ein osttimoresischer Suco im Verwaltungsamt Uatucarbau (Gemeinde Viqueque).

## Geographie
Der Suco liegt im Nordwesten des Verwaltungsamts Uatucarbau. Östlich befindet sich der Suco Loi Ulo, südlich die Sucos Irabin de Baixo und Uani Uma. Im Südwesten grenzt Afaloicai an das Verwaltungsamt Uato-Lari mit seinem Suco Vessoru. Im Norden liegt das zur Gemeinde Baucau gehörende Verwaltungsamt Baguia mit seinen Sucos Afaloicai, Osso Huna, Hae Coni, Alawa Craik und Larisula. Vor der Gebietsreform 2015 hatte Afaloicai eine Fläche von 39,79 km². Nun sind es 22,14 km². Entlang der Nordgrenze fließt der Fluss Bassaruai. Er vereinigt sich mit zwei Flüssen, die im Westen von Afaloicai entspringen und quer durch den gesamten Suco fließen, der Loissouro und der Buroho. Die Flüsse gehören zum System des Irebere. Der Suco teilt sich in die vier Aldeias Cai Uailita, Daralari, Lacuhu und Lequiuala.
Der Ort Afaloicai liegt im Südosten des Sucos. Direkt an Afaloicai grenzen die Orte Daralari (Deralare) und Lequiuala (Lecoala). Etwas südlich davon liegen die Dörfer Betoria und Macaducarau, weiter westlich Alooli und Uaniuma. Im Norden bilden die Dörfer Bahatata, Builicorae, Cai Uailita (Caiualita, Kaiualita), Lacuhu (Locohu), Liabuta (deutsch Weiße Höhle), Marae, Nelouai, Samalari (Makasae für „Banyanbaum“), Tatadere, Uatobita (Umobita) ein Siedlungszentrum mit einer Grundschule, einer medizinischen Station und einem Hubschrauberlandeplatz für Notfälle. Weiter südlich gibt es nochmals einen Ort namens Lacuhu (Locohu). In Nachbarschaft dazu liegt Ossomali. Die Orte Tetumori und Uaimare liegen zwischen den Flüssen Loissouro und Buroho. Das Dorf Afaloicai verfügt über eine Grundschule, ein Hospital und ein Hubschrauberlandeplatz für Notfälle. Im Osten des Dorfplatzes liegt die Kirche Igreja de Nossa Senhora de Fátima.

## Einwohner
In Afaloicai leben 1.414 Einwohner (2022), davon sind 688 Männer und 726 Frauen. Im Suco gibt es 282 Haushalte. Über 89 % der Einwohner geben Naueti als ihre Muttersprache an. Fast 10 % sprechen Makasae und eine Minderheit Tetum Prasa.

## Geschichte

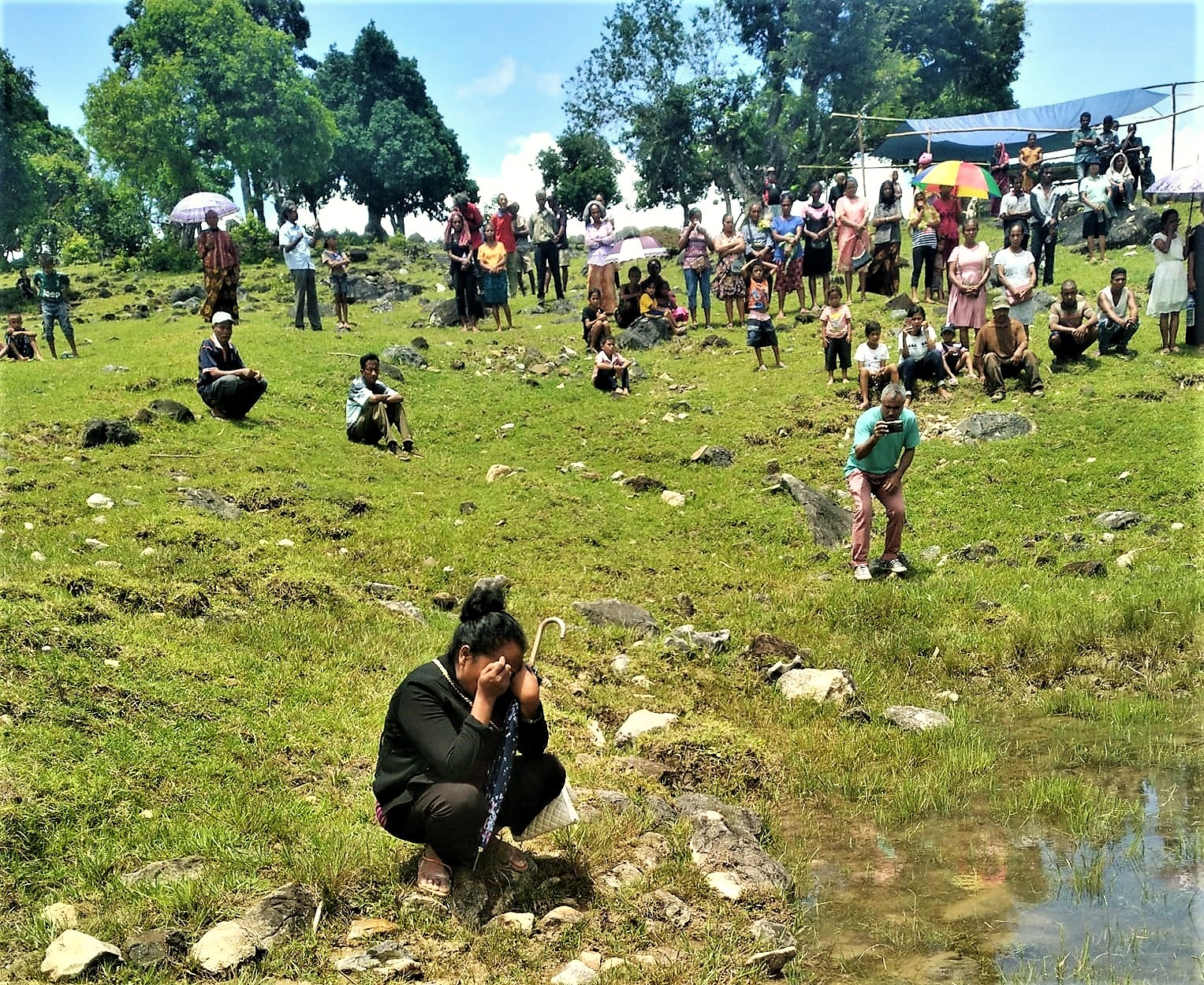
Gedenkfeier in Garaulu

Der Name des Sucos stammt vom ehemaligen timoresischen Reich von Afaloicai. In der Kolonialzeit war das Dorf Afaloicai das Zentrum des Verwaltungsamts. Heute liegt er im Suco Irabin de Baixo.
Bei der indonesischen Invasion flohen die Bewohner des Dorfes Afaloicai in Camps am Matebian. Nach deren Zerstörung kehrten sie am 22. November 1978 in ihr Dorf zurück. Dort wurde ihnen von Soldaten des indonesischen Infanteriebataillons 502 befohlen, sich auf einem Feld zu versammeln. Die Soldaten wählten 13 kräftig aussehende Männer aus, die als TBOs dienen sollten. Sie wurden in das ehemalige portugiesische Verwaltungsgebäude gebracht, wo sie gefesselt und verhört wurden, während man sie mit Elektroschocks folterte. Währenddessen wurden fünf Hansip angewiesen, Gräber für die 13 Männer an einem Ort namens Garaulu (Gara-Ulu) auszuheben. Nach zwei Tagen Verhör wurden die Gefangenen am 22. November nach Garaulu gebracht und von den Soldaten erschossen. Danach wurden die Toten von den Hansip begraben. Eine andere Quelle gibt an, die Leichen seien ins Wasser geworfen worden. Einer der Hansip sagte später aus, dass es sich bei den Ermordeten um einfache Kämpfer der FALINTIL gehandelt hatte.
Im Ort Afaloicai gab es Ende 1979 ein indonesisches Lager für Osttimoresen, die zur besseren Kontrolle von den Besatzern umgesiedelt werden sollten.

## Politik
Bei den Wahlen von 2004/2005 wurde Manuel Pinto zum Chefe de Suco gewählt. Bei den Wahlen 2009 gewann Joana M. Fonseca Pinto. Sie war eine von nur zwei Frauen in der Gemeinde Viqueque in diesem Amt. 2016 wurde Agostinho Pinto zum Chefe de Suco gewählt.

## Persönlichkeiten
- Agostinho de Vasconselos (* 1970 in Cai Uailita; † 2014), protestantischer Geistlicher